# Richard Buckley
Richard Buckley (* 1948 in Binghamton, New York; † 19. September 2021 in Los Angeles, Kalifornien) war ein US-amerikanischer Modejournalist und Chefredakteur der Zeitschrift Vogue Hommes International, die auf Englisch und Französisch erschien.

## Leben
Buckley wurde 1948 in Binghamton geboren und wuchs in den Vereinigten Staaten, Frankreich und Deutschland auf. Er studierte an der University of Maryland am deutschen Außenstandort in München.
Er begann seine journalistische Karriere 1979 beim New York Magazine und wirkte später bei Women’s Wear Daily, Vanity Fair, Mirabella und zuletzt bei Vogue Hommes International. Von September 1999 bis zum 4. Februar 2005 war er dort Chefredakteur. Er beendete seine Tätigkeit „aus persönlichen Gründen“ nach einer Erkrankung an Kehlkopfkrebs. Sein Nachfolger wurde der damalige stellvertretende Chefredakteur Bruno Danto. Buckley lebte zu dieser Zeit in den Vereinigten Staaten und im Vereinigten Königreich, während der Redaktionssitz sich in Paris befand. Er zog darauf mit Tom Ford, seinem Lebensgefährten ab 1987 und Ehemann ab 2014, ins ruhigere Italien. Das Paar hatte einen gemeinsamen Sohn, der 2012 geboren wurde.
Laut Lars Jensen von der Zeit war Buckley die berühmteste männliche Muse.
Richard Buckley starb am 19. September 2021 in Los Angeles an den Folgen seiner Krebserkrankung.